# Daniela Chmet
Daniela Chmet (* 4. August 1979 in Triest) ist eine ehemalige italienische Triathletin. Sie ist Olympiateilnehmerin (2008), dreifache italienische Meisterin Sprint-Triathlon (2005, 2007, 2008) und Biathle-Weltmeisterin der Jahre 2002, 2003, 2004, 2005 und 2009.

## Werdegang
Daniela Chmet war in der Jugend im Schwimmsport aktiv.
Sie wechselte später in die Leichtathletik und kam 2003 zum Triathlon.
Von 2004 bis 2009 wurde Daniela Chmet fünf Mal Biathle-Weltmeisterin.
Im November 2006 gewann sie mit ihren Landsfrauen Nadia Cortassa und Beatrice Lanza die Team-Weltmeisterschaft Triathlon (3 × 250 m Schwimmen, 6,67 km Radfahren und 1,67 km Laufen) im mexikanischen Cancun.
Chmet vertrat, wie viele Topsportler in Italien, seit 2008 den Polizei-Sportverein G.S. Fiamme Oro, der allerdings über keine eigene Triathlon-Sektion verfügt.

### Olympische Spiele 2008
Im August 2008 ersetzte Chmet die an einer Hüftfraktur laborierende Nadia Cortassa bei den Olympischen Spielen in Peking, konnte dort das Rennen allerdings nicht beenden und schied aus.
Im September 2013 wurde sie auf der olympischen Distanz (1,5 km Schwimmen 40 km Radfahren und 10 km Laufen) italienische Vizemeisterin hinter Charlotte Bonin.
Im Oktober wurde sie auch Zweite und damit Vizemeisterin auf der Sprintdistanz.
Seit 2013 tritt Daniela Chmet nicht mehr international in Erscheinung. In den neun Jahren von 2004 bis 2013 nahm Chmet an 44 ITU-Bewerben teil und errang zwölf Top-Ten-Platzierungen.
Von Beruf ist Daniela Chmet Ingenieurin bzw. geometra, d. h., sie schloss eine höhere technische Lehranstalt (Istituto tecnico per geometri) ab.

## Sportliche Erfolge
| Datum/Jahr    | Rang | Wettbewerb                                           | Austragungsort     | Zeit     | Bemerkung |
| ------------- | ---- | ---------------------------------------------------- | ------------------ | -------- | --- |
| 5. Okt. 2013  | 2    | ITA Sprint Distance Triathlon National Championships | Lovadina           | 00:59:05 | Vizestaatsmeisterin auf der Sprintdistanz                                                                                                  |
| 1. Sep. 2013  | 2    | ITA Triathlon National Championships                 | Sapri              | 01:55:20 | Vizestaatsmeisterin auf der olympischen Distanz (1,5 km Schwimmen 40 km Radfahren und 10 km Laufen), hinter Charlotte Bonin                |
| 4. Mai 2013   | 2    | Kalterer See Triathlon                               | Kalterer See       | 02:13.31 | Zweite hinter der Ungarin Erika Csomor |
| 5. Mai 2012   | 1    | Kalterer See Triathlon                               | Kalterer See       |          | |
| 1. Okt. 2011  | 3    | ITA Sprint Distance Triathlon National Championships | Rimini             | 01:08:22 | |
| 2. Juli 2011  | 2    | ITA Triathlon National Championships                 | Tarzo Revine       | 02:10:08 | Vizestaatsmeisterin |
| 24. Juni 2011 | 29   | ETU Triathlon European Championships                 | Pontevedra         | 02:09:54 | Europameisterschaft |
| 7. Mai 2011   | 2    | Kalterer See Triathlon                               | Kalterer See       |          | auf der olympischen Distanz hinter der Siegerin Mateja Simic                                                                               |
| 19. Sep. 2010 | 3    | ITA Triathlon National Championships                 | Verbania           | 02:22:34 | |
| 19. Juli 2009 | 2    | ITA Triathlon National Championships                 | Lago del Salto     | 02:05:35 | Vizestaatsmeisterin |
| 14. Juni 2009 | 2    | ITA National Championship Sprint Distance Triathlon  | Gaggiano           | 01:04:56 | Vizestaatsmeisterin auf der Sprintdistanz                                                                                                  |
| 18. Aug. 2008 | DNF  | Olympische Spiele 2008                               | Peking             | –        | |
| 2. Aug. 2008  | 3    | ITA Triathlon National Championships                 | Tarzo Revine       | 02:13:06 | Italienische Staatsmeisterschaft |
| 8. Juli 2008  | 1    | ITA Sprint Distance Triathlon National Championships | Lecco              | 01:04:32 | Staatsmeisterin auf der Sprintdistanz |
| 5. Aug. 2007  | 1    | ITA Sprint Distance Triathlon National Championships | Lecco              | 01:02:02 | Staatsmeisterin auf der Sprintdistanz |
| 1. Nov. 2006  | 1    | ITU Triathlon Team World Championship                | Cancún             | 01:05:11 | Triathlon-Weltmeister im Team – zusammen mit Nadia Cortassa und Beatrice Lanza (3 × 250 m Schwimmen, 6,67 km Radfahren und 1,67 km Laufen) |
| 1. Okt. 2006  | 3    | Italienische Meisterschaft Triathlon                 | Lido delle Nazioni | 01:59:45 | |
| 24. Sep. 2005 | 1    | ITA Sprint Distance Triathlon National Championships | Rimini             | 01:04:09 | Staatsmeisterin auf der Sprintdistanz |

| Datum/Jahr    | Rang | Wettbewerb                                  | Austragungsort | Zeit     | Bemerkung                                                                            |
| ------------- | ---- | ------------------------------------------- | -------------- | -------- | ------------------------------------------------------------------------------------ |
| 23. Sep. 2012 | 1    | ITU Duathlon World Championship Mixed-Relay | Nancy          | 01:28:30 | Weltmeister im Mixed-Team mit Daniel Hofer, Massimo De Ponti und Anna Maria Mazzetti |
| 25. Sep. 2011 | 5    | ITU Duathlon World Championship Mixed Relay | Gijon          | 01:28:33 | im italienischen Team mit Nadia Cortassa, Alessio Picco und Daniel Hofer             |

| Datum/Jahr    | Rang | Wettbewerb                  | Austragungsort | Zeit     | Bemerkung             |
| ------------- | ---- | --------------------------- | -------------- | -------- | --------------------- |
| 20. Sep. 2009 | 1    | Biathle World Championships | Monaco         | 00:14:07 | Biathle-Weltmeisterin |
| 2005          | 1    | Biathle World Championships |                |          | Biathle-Weltmeisterin |
| 2004          | 1    | Biathle World Championships |                |          | Biathle-Weltmeisterin |
| 2003          | 1    | Biathle World Championships |                |          | Biathle-Weltmeisterin |
| 2002          | 1    | Biathle World Championships |                |          | Biathle-Weltmeisterin |

(DNF – Did Not Finish)